# Roger Robinson (Comiczeichner)
Roger Robinson (* 1971) ist ein US-amerikanischer Comiczeichner.

## Leben und Arbeit
Robinson begann in den frühen 1990er Jahren als hauptberuflicher Comiczeichner zu arbeiten. Seither hat er sich überwiegend für den US-amerikanischen Verlag DC-Comics verdingt, für den er als Stammzeichner an Serien wie Azrael, Steel und Batman:Gotham Knights, sowie als Gastzeichner an Serien wie Justice League: Task Force, Aquaman und Flash tätig gewesen ist. Autoren, mit denen er in der Vergangenheit häufig künstlerisch zusammengearbeitet hat, sind unter anderem Dennis O’Neil, Devin Grayson, Christopher Priest und Scott Petersson.